# Canthidium histrio
Canthidium histrio là một loài bọ cánh cứng trong họ Bọ hung (Scarabaeidae).